# キアンケ
キアンケ（伊: Chianche）は、イタリア共和国カンパニア州アヴェッリーノ県にある、人口約500人の基礎自治体（コムーネ）。

## 地理

### 位置・広がり

#### 隣接コムーネ
隣接するコムーネは以下の通り。括弧内のBNはベネヴェント県所属を示す。
- アルタヴィッラ・イルピーナ
- チェッパローニ (BN)
- ペトルーロ・イルピーノ
- サン・ニコーラ・マンフレーディ (BN)
- サンタンジェロ・ア・クーポロ (BN)

## 行政

### 分離集落
キアンケには、以下の分離集落（フラツィオーネ）がある。
- Chianchetelle, San Pietro Irpino, Chianche scalo